# Bandvagn 206
Bandvagn 206 (Bv 206) – gąsienicowy przegubowy pojazd wojskowy opracowany przez Hägglunds (obecnie część BAE Land Systems) dla armii szwedzkiej. Pojazd może przewozić do 17 osób (kierowca i pięciu pasażerów w przedniej części oraz maksymalnie jedenastu pasażerów w części tylnej w zależności od jej przeznaczenia). Pojazd może służyć m.in. jako transporter opancerzony (Bv 206S) lub ambulans.
Podobnie jak swój poprzednik Volvo Bv 202, Bv 206 jest przystosowany do poruszania się w głębokim śniegu oraz po torfowiskach północnej Szwecji. Pojazd jest zdolny do poruszania się po wodzie z prędkością do 4,7 km/h. Zbudowano ponad 11 000 sztuk tego pojazdu, służących w armiach 37 państw świata.